# Cosmetolaelaps
Cosmetolaelaps es un género de ácaros perteneciente a la familia Leptolaelapidae.

## Especies
- Cosmetolaelaps Womersley, 1959
- Cosmetolaelaps desecti Costa Costa & Allsopp, 1981
- Cosmetolaelaps dolicacanthus (Canestrini, 1884)
- Cosmetolaelaps microsetus Costa Costa & Allsopp, 1981
- Cosmetolaelaps oligosetus Costa Costa & Allsopp, 1981
- Cosmetolaelaps reticulatus Costa Costa & Allsopp, 1981
- Cosmetolaelaps wallacei Costa Costa & Allsopp, 1981